# Grand Prix Jef Scherens 2006
La 40e édition du Grand Prix Jef Scherens a eu lieu le 3 septembre 2006. Elle a été remportée par l'Allemand Marcel Sieberg.

## Classement final
Marcel Sieberg remporte la course en parcourant les 183,3 km en 4 h 25 min 15 s à la vitesse moyenne de 41,434 km/h ; 180 coureurs ont pris le départ.
| Classement final | Classement final  | Classement final | Classement final        | Classement final   |
|                  | Coureur           | Pays             | Équipe                  | Temps              |
| ---------------- | ----------------- | ---------------- | ----------------------- | ------------------ |
| 1er              | Marcel Sieberg    | Allemagne        | Wiesenhof-Akud          | en 4 h 25 min 15 s |
| 2e               | Dirk Müller       | Allemagne        | Sparkasse               | + 14 s             |
| 3e               | Sergueï Lagoutine | Ouzbékistan      | Navigators Insurance    | m.t                |
| 4e               | Frédéric Amorison | Belgique         | Landbouwkrediet-Colnago | m.t                |
| 5e               | Danilo Hondo      | Allemagne        | Lamonta                 | + 40 s             |
| 6e               | Johan Coenen      | Belgique         | Unibet.com              | + 46 s             |
| 7e               | Robert Retschke   | Allemagne        | Wiesenhof-Akud          | m.t                |
| 8e               | Nico Sijmens      | Belgique         | Landbouwkrediet-Colnago | m.t                |
| 9e               | Bert Scheirlinckx | Belgique         | Jartazi-7Mobile         | m.t                |
| 10e              | William Bonnet    | France           | Crédit agricole         | m.t                |
| modifier         |                   |                  |                         |                    |